# 第5毀滅
是2016年的一部美國科幻動作電影，由J·布萊克森執導，以及由蘇珊娜·葛蘭特、阿奇瓦·高斯曼及傑夫·平克納擔任編劇，改編自瑞克·楊西於2013年的同名小說。電影由嘉兒·莫蕊茲、尼克·羅賓森、榮·利文斯通、瑪姬·絲弗、阿萊克斯·羅、瑪麗亞·貝羅、瑪嘉·夢露、里夫·舒韋伯等人主演。
電影從2012年3月開始製作，當時哥倫比亞影業獲得小說三部曲的電影改編版權時，監製葛拉罕·金的製作公司GK電影及陶比·麥奎爾的Material Pictures負責製作。電影從2014年10月開始於喬治亞州的亞特蘭大取景進行拍攝，拍攝直至2015年1月結束。
《第五天劫》由哥倫比亞影業在2016年1月22日於美國上映。在5,400萬美元的製作預算下，全球獲得1.09億美元的收入，但電影從影評人之間獲得普遍不利的評論。

## 劇情
故事開始時講述俄亥俄州的高中女生凱西·沙利文（克蘿伊·葛蕾絲·摩蕾茲 飾）手持著M4卡賓槍，從樹林中突襲一個廢棄的加油站。當她進入後，她聽到一個男性求救的聲音。她找到了那個受傷的男子以槍指著她，雙方要求對方放下武器。他把另一隻手收於外套中，當他把它拿出來時，凱西看到金屬的東西，她以為那是拿著槍故把他擊殺，然而後來才得知他拿著的只是一個基督徒的十字架，而畫面切換成黑色顯示其背景故事......一個巨大的外星飛船在地球上盤旋，它由稱為「異體」的外星人領導。10天後，「異體」釋出第一波的外星攻擊，首先以電磁脈衝令全球所有電網都被癱瘓；其第二波攻擊，「異體」操縱著地質與斷層線，造成地震和巨型海嘯，摧毀了沿海城市和島嶼；至於第三波攻擊，「異體」修改了一種禽流感病毒菌株，並利用鳥類將它散播到地球上各處。病毒使人口大量減少，而凱西的母親由於是救援人員因而成為傷亡人員之一。
凱西與她的父親，以及其年幼的弟弟森姆（札克瑞·亞瑟 飾）找到一個在森林裡用作避難所的夏令營，當中大約有300名倖存者在那裡。幾天後，一些陸軍部隊的工作車輛駛進營地。該部隊的指揮官沃施上校（李佛·薛伯 飾）聲稱第四波的威脅即將來臨，他們會將先把孩子帶到安全的地方—萊特-派特森空軍基地，並將會在稍後時間接回成年人。凱西因事折返夏令營，因而跟森姆分開了，她繼而目擊到軍隊把所有成年人屠殺，包括其父親。悲憤不已的凱西趕往空軍基地營救被騙走的弟弟，然而她被狙擊手射中了腿並昏倒了過去。她被一個名叫伊雲·沃克（阿萊克斯·羅 飾）的年輕人所救，並約一個星期後在其農舍中醒來。在充滿恐懼和不信任的狀況下，凱西試圖離開並前往基地，並得知他的真正身分......然而「異體」不斷對倖存的人類進行屠殺。伊雲的人性在他看見凱西時重新被激活，他不同意「異體」對人類進入的入侵並讓凱西離開，並警告指沃施上校和其軍隊都被「異體」的意識所佔據。
在空軍基地，軍方以欺騙手段和科技向獲救的兒童指出正於基地外的人已被「異體」佔有，說服他們為家人朋友復仇。軍方為兒童提供軍事訓練，將他們組成小隊，向基地外的「異體」進行殺戮任務。那個凱西在派對上喜歡的男孩彼得（尼克·羅賓森 飾），凱西的弟弟森姆被編進其領導的隊伍中，其他隊員包括了飛象（東尼·雷佛羅里 飾）、茶杯（特麗莎·貝特曼 飾），和堅強的少女阿鈴（瑪嘉·夢露 飾）。眾人於在執行一個殺戮任務時，阿鈴移除了她的軍事植入物，使她在小隊中成為了「異體」。小隊眾人推斷出該計劃的是要讓他們除去仍然生還的人類，讓他們成為外星攻擊的第五波。
彼得派遣小隊進入樹林並返回基地，為的是要尋回被遺下的森姆，他向上司聲稱自己的小隊被殺，他跟沃施上校對質指兒童戰士是第五波攻擊...而凱西在接受注射的單對單情況下把列茲尼克教授殺掉。彼得和凱西找到對方之後就去找森姆。伊雲發現整個設施被埋下無數炸彈，並建議他們要盡快在設施被毀之前找到森姆。沃施上校和倖存的軍隊透過軍用飛機跟人類童兵一起撤離。就在伊雲完成炸毀對基地的破壞時，凱西、彼得和森姆在阿鈴的幫助下及時成功逃脫。
彼得的小隊重新聚在一起，凱西也正思考著希望的力量作為人類生存的動力......

## 演員
- 嘉兒·莫蕊茲 飾 凱西·沙利文（Cassie Sullivan）[6]。
- 瑪姬·席夫（英语：Maggie Siff） 飾 麗莎·沙利文（Lisa Sullivan）[7]，凱西的母親。
- 榮·利文斯通 飾 奧利弗·沙利文 （Oliver Sullivan）[7]，凱西的父親。
- 札克瑞·亞瑟（英语：Zackary Arthur） 飾 森美·沙利文（Sammy Sullivan）[8]，凱西年幼的弟弟，暱稱森仔。
- 李佛·薛伯 飾 沃施上校（Colonel Vosch）[9]。
- 瑪麗亞·貝羅 飾 列茲尼克軍士（Sergeant Reznik）。
- 特麗莎·貝特曼 飾 茶杯（Teacup）[7]。
- 尼克·羅賓森 飾 本·湯馬斯·帕里什／喪屍（Ben Thomas Parish／Zombie）[10]。
- 瑪嘉·夢露 飾 阿鈴（Ringer）[11]。
- 納吉·安東尼·傑特 飾 磅餅（Poundcake）。
- 阿歷克斯·麥尼科爾（Alex MacNicoll）飾 摩登原始人（Flintstone）。
- 東尼·雷佛羅里 飾 飛象（Dumbo）[12]。
- 阿萊克斯·羅 飾 伊雲·沃克（Evan Walker）[10]。

## 製作

### 發展
2012年3月，哥倫比亞影業獲得小說三部曲的電影改編版權時，監製葛拉罕·金及陶比·麥奎爾成為了電影的製作人。
2014年4月15日，電影公司正式宣布嘉兒·莫蕊茲將會飾演主角凱西·沙利文，而蘇珊娜·葛蘭特則會撰寫劇本，電影由J·布萊克森執導。同年6月至8月，尼克·羅賓森及阿萊克斯·羅分別以男主角本·帕里什及伊雲·沃克的身分加入電影，而李佛·薛伯則飾演反派人物。在接下來隨後的幾個月裡，瑪嘉·夢露、札克瑞·亞瑟、東尼·雷佛羅里、榮·利文斯通、瑪姬·席夫及特麗莎·貝特曼加入了這部電影。

### 拍攝
電影於2014年10月18日在喬治亞州的亞特蘭大取景進行主體拍攝。三個月後的1月11日，電影在喬治亞州梅肯市中心的一個公車爆炸計劃中，由於計劃差錯而導致其影響範圍甚廣，使棉花大道（Cotton Avenue）的四十個以上的窗戶被毀，還有坍塌的天花板，和店舖門面被毀，並在一個建築物點火，在建築物的磚牆上留下煙灰。電影製作公司承諾會承擔凌晨3:45事件所造成的所有損失，但是所做的工作做得很糟糕，並在28個月後仍未完成。拍攝於2015年1月17日正式結束。

### 音樂
2015年4月，電影公司宣布亨利·傑克曼將會為電影創作配樂。

## 發行
哥倫比亞影業原訂於2016年1月29日發布電影。在2015年4月30日，官方將上映日提前至2016年1月15日。然而在2015年12月，官方再把電影的上映日期由2016年1月15日推後至2016年1月22日。在澳洲、德國及中東地區，電影於2016年1月14日發布。

### 市場營銷
電影的首支國際預告於2015年9月1日在索尼影業的官方YouTube帳戶上發布。
2016年5月3日，電影發行其家庭影院媒體。電影在上映前兩周於各種視頻網站上在線發布。

## 評價

### 票房
《第五天劫》於北美賺得$3,490萬美元的收入，其他地區獲$7,500萬美元，全球總收益為$1.099億美元，對比$5,400萬美元的製作預算。
電影於2016年1月22日在北美發行，同期的電影包括《PARTY冇限耆》及《男孩》，在開畫的周末於2,908個影院中預計賺得1,000萬至1,400萬美元的收益。它在周四晚的試映賺得$475,000美元，並在開畫首天賺得$350萬美元。它在開畫周末總計賺得1,030萬美元，成為票房收入的第六位。

### 影評
根據匯總媒體《爛番茄》網站，電影在136個評價中獲得僅15%的新鮮度，而平均得分為4.22/10。該網站的關鍵共識寫道：「從以前的反烏托邦的科幻電影把毫不起眼的效果與情節點似乎拼湊在一起，電影最終感覺更像一個走路一瘸一拐，蠕動的衍生物。」在《Metacritic》上，電影從30個評論中的得分為33/100，表明是「普遍不利的評價」。在《影院評分》的觀眾投票調查中，從A+至F的等級上評分，電影的平均成績為「B-」。而《IMDB》上得分為5.2分，以負評居多。
《舊金山監察員》的傑佛瑞·M·安達臣（Jeffrey M. Anderson）指出電影「每個情節的轉向，以至每句對白都是從其他地方借來的，而且這一切都是完全可預測的」，他留意到電影是如何從「《吸血新世紀》、《飢餓遊戲》、《分歧者·異類叛逃》的專營權中（但不止於）竊取材料。」《紐約客》的安東尼·凌，誤認為電影以一種裝扮成藝術形式作營銷，並以主角凱西帶著突擊步槍及一隻玩具泰迪熊匆匆穿過樹林的形象來作總結，並補充說這部電影「看起來就像是由美國全國步槍協會（N.R.A.）中一些瘋狂戀母情結的人所設計」。
| 上一届： 《神鬼獵人》 | 2016年台灣週末票房冠軍 第4周 | 下一届： 《13小時：班加西的秘密士兵》 |
| 上一届： 《神鬼獵人》 | 2016年台北週末票房冠軍 第4周 | 下一届： 《13小時：班加西的秘密士兵》 |
| 上一届： 《葉問3》    | 2016年香港週末票房冠軍 第3周 | 下一届： 《神鬼獵人》                 |

## 外部連結
- 第5毀滅的Facebook專頁
- 互联网电影数据库（IMDb）上《第5毀滅》的资料（英文）
- Box Office Mojo上《第5毀滅》的資料（英文）
- 爛番茄上《第5毀滅》的資料（英文）
- Metacritic上《第5毀滅》的資料（英文）
- AllMovie上《第5毀滅》的资料（英文）
- 開眼電影網上《第5毀滅》的資料（繁體中文）
- 豆瓣电影上《第5毀滅》的資料 （简体中文）
- 时光网上《第5毀滅》的資料（简体中文）
- YouTube上的【第5毀滅】中文電影預告.（繁體中文）